# 최재훈 (야구 선수)
최재훈(崔在勳, 1989년 8월 27일 ~ )은 KBO 리그 한화 이글스의 포수이다.

## 두산 베어스시절
신고선수로 입단해 2008년 6월 1일에 정식 선수로 등록되자마자 1군에 올라와 KIA 타이거즈전에 출장한 것이 입대 전까지 유일한 1군 출장 기록이었다.

## 경찰 야구단시절
2009년 말에 입대해 일찌감치 군 복무를 마쳤다. 2011년에는 퓨처스 북부 리그 타점왕을 차지했다.

## 두산 베어스복귀

### 2012년
경찰청에서 병역을 마치고 돌아온 첫 시즌인 2012년부터 1군 경기에 많이 출전했으며, 당시 수석코치였던 이토 쓰토무의 가르침을 받으며 포수의 기량을 키웠다. 당시 최재훈은 백업 포수였지만, 포수 출신인 이토 쓰토무는 그에게 강도 높은 훈련을 실시하며 사실상 최재훈 전담 배터리코치 역할도 했다.
2012년 4월 17일 삼성 라이온즈와의 경기에서 선발 포수로 출장한 양의지가 선발 장원삼의 공에 무릎을 맞자, 양의지의 대수비로 나섰다. 이는 기존 주전 백업 포수였던 용덕한이 부진한 모습을 보여 2군으로 내려갔는지라, 포수가 최재훈밖에 없었기 때문이었다. 다음 날인 4월 18일 삼성 라이온즈와의 경기에 데뷔 첫 선발 출장하며 선발 이용찬과 배터리 호흡을 맞췄다. 마무리 프록터가 블론 세이브를 범할 뻔했으나 김현수가 빠르게 송구하며 공을 받자마자 2루 주자였던 강명구를 홈에서 태그 아웃시켰고, 손주인을 견제사로 잡아 내 이용찬의 시즌 첫 승에 큰 기여를 했다. 그 이후 주로 이용찬이 선발 등판하는 경기에 선발 출장했고, 6월 17일에 용덕한이 롯데 자이언츠로 트레이드되며 그가 확실한 백업 포수로 자리매김했다. 8월 5일 헨리 소사를 상대로 데뷔 첫 홈런을 기록했다.

### 2013년
이 때도 백업 포수로 시작했으나 지난 해보다 블로킹과 리드가 불안해져 박세혁이 1군으로 콜업됐고, 그는 2군에 잠시 머물렀다. 2군에서 3홈런을 치며 안정감을 찾았고, 주전 포수인 양의지가 체력 보호를 위해 1군에서 제외됐고 그가 1군에 콜업됐다. 9월 12일 SK전에서 그가 윤길현을 상대로 3점 홈런을 쳐 냈고, 김동한이 박희수를 상대로 역전 3점 홈런을 쳐 내며 이 날 역전극의 또 다른 주인공이 됐다. 포스트시즌 엔트리에 이름을 올렸으며, 양의지가 부진하자 2차전부터 선발 출장해 4차전에는 앤디 밴 헤켄을 상대로 역전 홈런을 쳐 내며 경기의 MVP로 선정됐다. 그러나 준플레이오프 때부터 왼쪽 어깨 통증이 계속됐고, 한국시리즈 6차전에서 선발 더스틴 니퍼트의 공을 잡으려고 왼 팔을 뻗었다가 공이 글러브 끝에 걸리며 왼쪽 어깨가 심하게 꺾여 어깨 근육이 손상돼 한국시리즈 후 11월 11일 건국대학교병원에서 관절경 수술을 받았다.

## 한화 이글스시절
2017년 4월 17일 당시 한화 이글스 소속이었던 신성현과 1:1 트레이드를 통해 이적하였다.

## 출신 학교
- 서울화곡초등학교
- 덕수중학교
- 덕수고등학교
- 한국방송통신대학교

## 응원가
- 두산 베어스 시절 - 원곡 : 체리필터의 '낭만고양이'

최강 두산 최재훈~(최재훈) 최강 두산 최재훈!

- 한화 이글스 시절 - 원곡 : 박일송의 '케세라세라'

케세라세라~ 이글스의 승리 위해~ 워어어~ 안타 날려줘요~ 한 방 날려줘요~ 이글스의 최재훈~ 케세라세라~ 이글스의 승리 위해~ 워어어~ 안타 날려라 날려라 날려라 날려라~ 최재훈!

## 통산 기록
| 연도 | 팀명   | 타율  | 경기 | 타수 | 득점 | 안타 | 2루타 | 3루타 | 홈런 | 루타 | 타점 | 도루 | 도실 | 볼넷 | 사구 | 삼진 | 병살 | 실책 |
| ---- | ------ | ----- | ---- | ---- | ---- | ---- | ----- | ----- | ---- | ---- | ---- | ---- | ---- | ---- | ---- | ---- | ---- | ---- |
| 2008 | 두산   | 0.000 | 1    | 0    | 0    | 0    | 0     | 0     | 0    | 0    | 0    | 0    | 0    | 0    | 0    | 0    | 0    | 0    |
| 2012 | 두산   | 0.209 | 69   | 91   | 9    | 19   | 4     | 0     | 1    | 26   | 8    | 0    | 0    | 4    | 4    | 17   | 1    | 6    |
| 2013 | 두산   | 0.270 | 60   | 89   | 12   | 14   | 5     | 0     | 2    | 35   | 8    | 0    | 0    | 6    | 8    | 19   | 3    | 2    |
| 2014 | 두산   | 0.241 | 48   | 112  | 9    | 27   | 3     | 1     | 1    | 35   | 10   | 0    | 2    | 5    | 3    | 22   | 3    | 2    |
| 2015 | 두산   | 0.152 | 71   | 99   | 6    | 15   | 3     | 0     | 0    | 18   | 7    | 0    | 0    | 3    | 8    | 19   | 6    | 1    |
| 2016 | 두산   | 0.167 | 22   | 18   | 1    | 3    | 1     | 0     | 0    | 4    | 4    | 0    | 0    | 2    | 1    | 2    | 1    | 1    |
| 2017 | 한화   | 0.257 | 104  | 269  | 22   | 69   | 10    | 0     | 1    | 82   | 16   | 0    | 2    | 26   | 8    | 36   | 10   | 1    |
| 2018 | 한화   | 0.262 | 128  | 298  | 36   | 78   | 17    | 0     | 1    | 98   | 27   | 8    | 0    | 20   | 15   | 61   | 8    | 5    |
| 2019 | 한화   | 0.290 | 135  | 373  | 47   | 108  | 18    | 0     | 3    | 135  | 31   | 3    | 10   | 56   | 14   | 61   | 9    | 6    |
| 2020 | 한화   | 0.301 | 126  | 339  | 46   | 102  | 19    | 0     | 3    | 130  | 36   | 0    | 0    | 29   | 16   | 44   | 7    | 5    |
| 2021 | 한화   | 0.275 | 116  | 375  | 52   | 103  | 21    | 0     | 7    | 145  | 44   | 3    | 2    | 72   | 12   | 68   | 16   | 1    |
| 2022 | 한화   | 0.223 | 114  | 264  | 28   | 81   | 14    | 0     | 5    | 110  | 30   | 1    | 1    | 44   | 21   | 65   | 17   | 3    |
| 2023 | 한화   | 0.248 | 125  | 327  | 23   | 81   | 12    | 0     | 1    | 96   | 33   | 1    | 1    | 56   | 23   | 48   | 9    | 3    |
| 통산 | 13시즌 | 0.258 | 1119 | 2754 | 301  | 722  | 115   | 1     | 25   | 914  | 254  | 16   | 18   | 323  | 133  | 462  | 90   | 36   |